# Абрамов, Юрий Андреевич
Ю́рий Андре́евич Абра́мов (1936—2001) — советский и российский экономист.
Специалист в области экономики, истории науки, публицист; занимался также философскими исследованиями. Кандидат экономических наук, профессор, заведующий кафедрой «Экономическая теория» МГТУ им. Н. Э. Баумана.

## Биография
Родился в Москве. Окончил МГТУ им. Н.Э. Баумана (1960), аспирантуру по кафедре экономики и организации производства там же (1966).
С 1966 преподавал на той же кафедре.
Один из организаторов факультета «Инженерный бизнес и менеджмент» МГТУ им. Н. Э. Баумана.

## Научные достижения
Ю. А. Абрамов получил ряд важных научных результатов в области экономики предприятия, макроэкономики, экономики космической отрасли.
Одно из направлений научной работы Ю. А. Абрамова составляют метафилософские изыскания. Он рассматривал зависимость состава проблем философии от уровня и характера развития науки. К числу важнейших философских проблем относил такие, как проблема классификации наук (предложил собственную классификацию по принципу триад), проблема получения нового знания, проблема смысла бытия Вселенной.
Используя обширный материал из различных отраслей знания, Ю. А. Абрамов разработал оригинальную концепцию геополитических циклов, понимая под последними периоды культурного, экономического и военного доминирования в мире какого-либо государства. Рассматривая соотношение геополитических циклов с циклами Н. Д. Кондратьева («длинные волны» в экономике) и с циклами А. Л. Чижевского (связанными с солнечной активностью), Ю. А. Абрамов пришёл к выводу, что решающие события, знаменующие переход от одного геополитического цикла к другому, происходят в «точках пересечения» циклов Кондратьева и циклов Чижевского; на этой основе разработана футурологическая часть концепции.
Развивая концепцию инженерного образования, Ю. А. Абрамов обосновал необходимость и актуальность его практической и историко-научной составляющих.
Ю. А. Абрамовым подготовлены рекомендательные каталоги:
- «600 картин по русской истории»;
- «300 музыкальных шедевров классики»;
- «2345 главных книг земной цивилизации».

Значительное внимание Ю. А. Абрамов уделял экологическим проблемам.
Разработал проект системы образования в России.

## Сочинения
- Болезнь называется схоластикой // ЭММ. 1987. № 5;
- Управление предприятием. М., 1990;
- Служенье истине, добру и красоте / / Неизвестный космодром. М., 1990;
- Магия фундаментальных констант // Алтай-Космос-Микрокосмос. Барнаул, вып. 1;
- Эконологический модератор // Там же Вып 2. 1994;
- Классификация наук / / Вернадский — Экология — Ноосфэера М , 1994;
- Сто великих книг (в соавторстве с В. Н. Дёминым), М.: «Вече», 1999.